# 3997 Таґа
3997 Та́ґа (3997 Taga) — астероїд головного поясу, відкритий 6 грудня 1988 року.
Тіссеранів параметр щодо Юпітера — 3,488.
Названо на честь міста Таґа (яп. たが(多賀) таґа).